# Сінг Стріт
«Сінг Стріт» (англ. Sing Street) — музична комедійна драма 2016 року режисера та сценариста Джон Карні, прем'єра якої відбулася на кінофестивалі «Санденс» 24 січня 2016 року. Ностальгійна музична розповідь про дорослішання. 

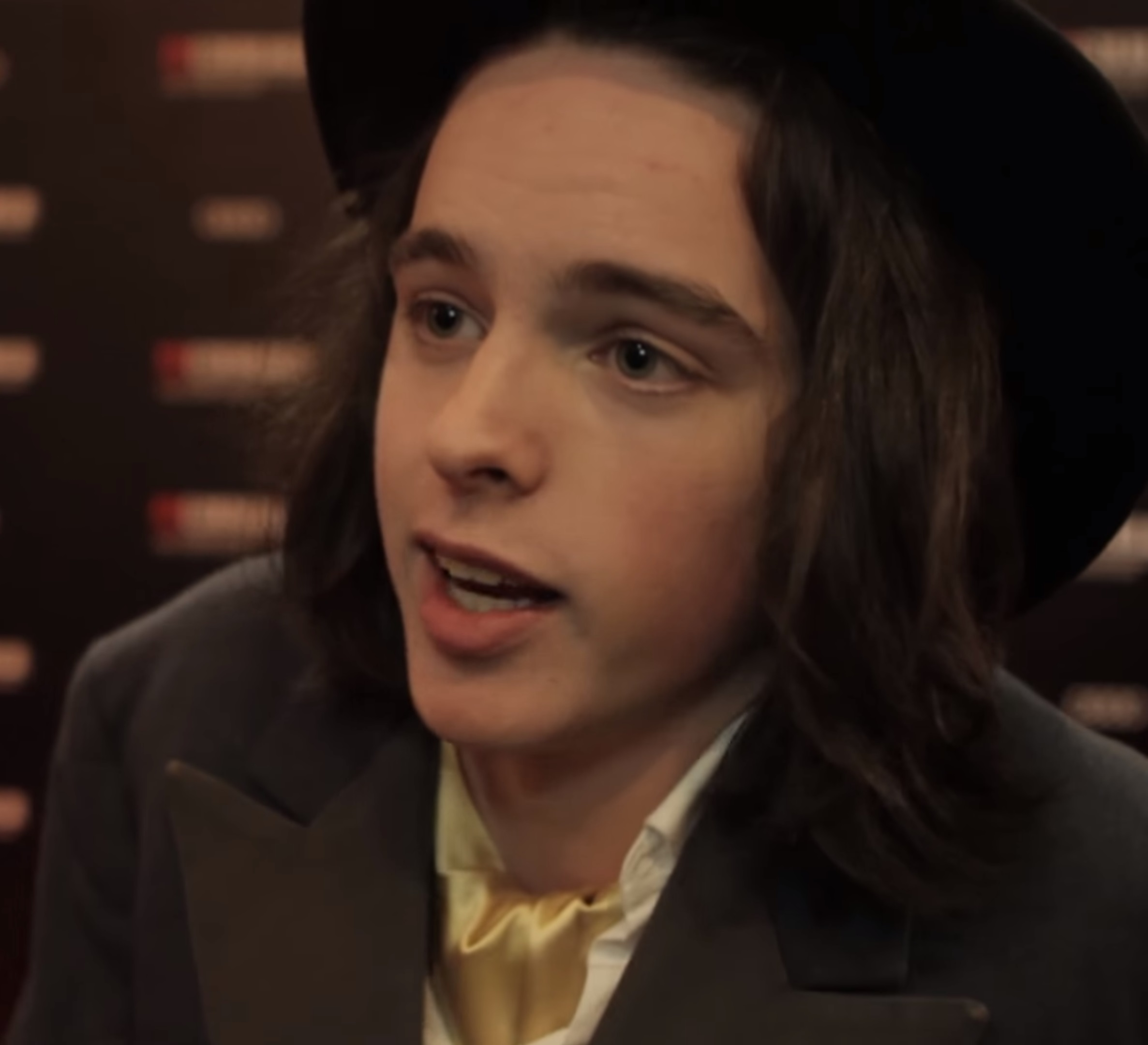
Фердія Волш-Піло

Фільми про самотнього 15-річного підлітка в школі «Сінг Стріт» (англ. Synge Street CBS Secondary School) Згромадження братів-християн (лат. Congregatio Fratrum Christianorum) у Дубліні 80-х років минулого століття. Це комедія здійснення бажань про ідеалізм, прагнення та стосунки з дівчатами, яка розповідає про те, що перебування в групі може дати тобі стан поваги, який компенсує брак грошей і зовнішнього вигляду.

## Сюжет
Дія фільму розгортається в Дубліні. 1985 рік, Конор (Фердія Волш-Піло), молодий 15-річний учень середньої школи. Його батьки постраждали від економічної кризи, батько Роберт (Ейдан Гіллен) більше не отримує замовлення як архітектор, а мати Пенні (Марія Дойл Кеннеді) працює лише неповний робочий день. Вони не мають грошей, щоб оплачувати його навчання в престижній приватній середній школі, і Конор змушений перейти до державної школи братів-християн «Сінг Стріт», якою керує авторитарний брат Бакстер (Дон Вічерлі). У школі діють тверді правила поведінки, наприклад, черевики мусять бути тільки чорного кольору. Ненавидячи нове, суворе середовище та школу, де підліток стикається з грубістю і невіглаством, і де його затаврували як невдаху, Конор шукає притулку у світі поп-музики. Крім того, він закохується в недосяжну та загадкову красуню, модель Рафіну (Люсі Бойнтон). Бажаючи вразити дівчину, Конор збирає музичний гурт «Рок-н-рольщики», який базується на музичних моделях гуртів The Cure, Duran Duran, The Clash і Spandau Ballet.

## Ролі виконують

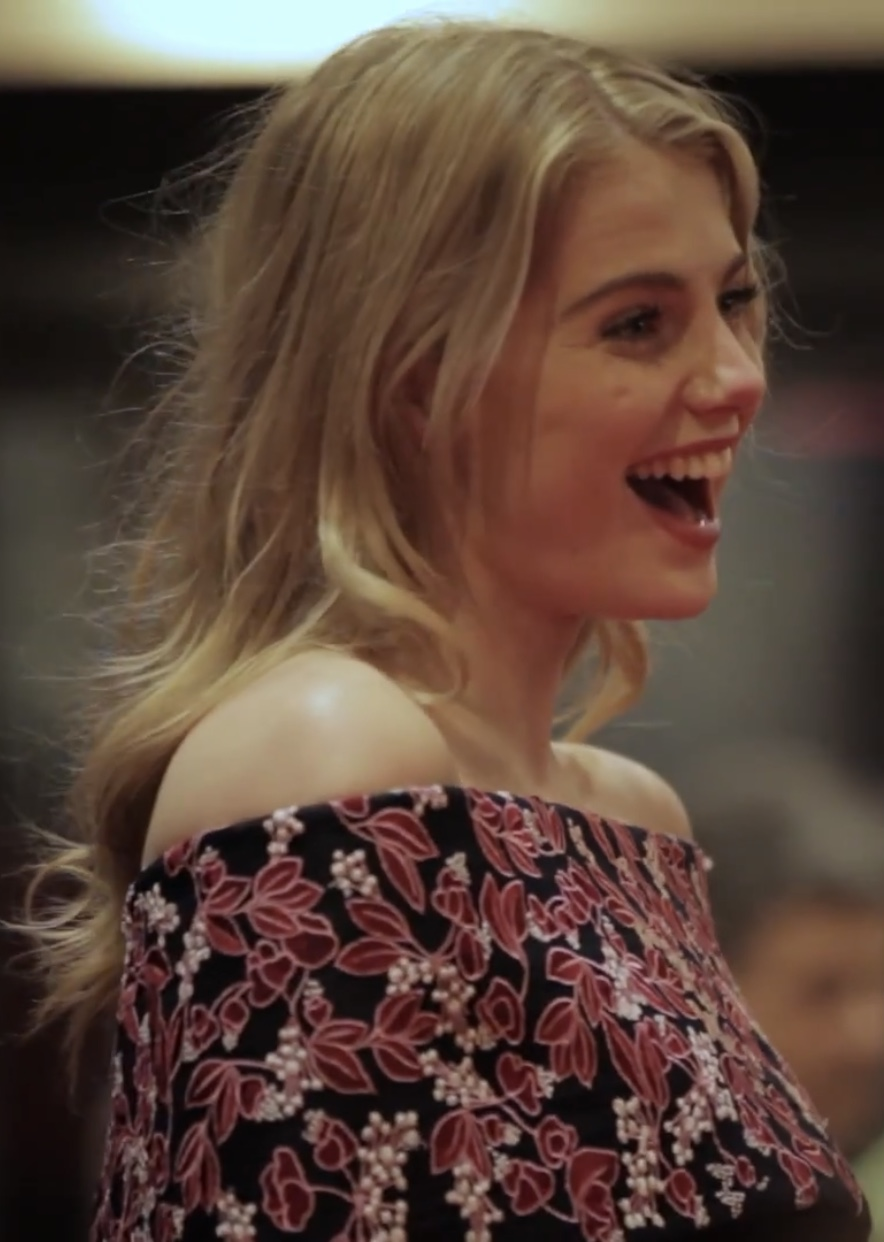
Люсі Бойнтон

- Люсі Бойнтон[en] — Рафіна
- Марія Дойл Кеннеді[en] — Пенні
- Ейдан Гіллен — Роберт
- Джек Рейнор — Брендан
- Келлі Торнтон[en] — Енн
- Фердія Волш-Піло[en] — Конор
- Дон Вічерлі[en] — брат Бакстер

## Музика
Атмосферу фільму значною мірою створює музика з такими виконавцями, як гурти The Cure, Duran Duran, Motörhead, The Jam, A-ha та інші. Також є пісні, написані спільно Джоном Карні та Гарі Кларком, які подаються як композиції гурту «Рок-н-рольщики». Композицію «Йди вже» (Go Now) написав і виконав Адам Левін.

### Список пісень
У березні 2016 року фірма звукозапису Decca Records випустила альбом з піснями з фільму:

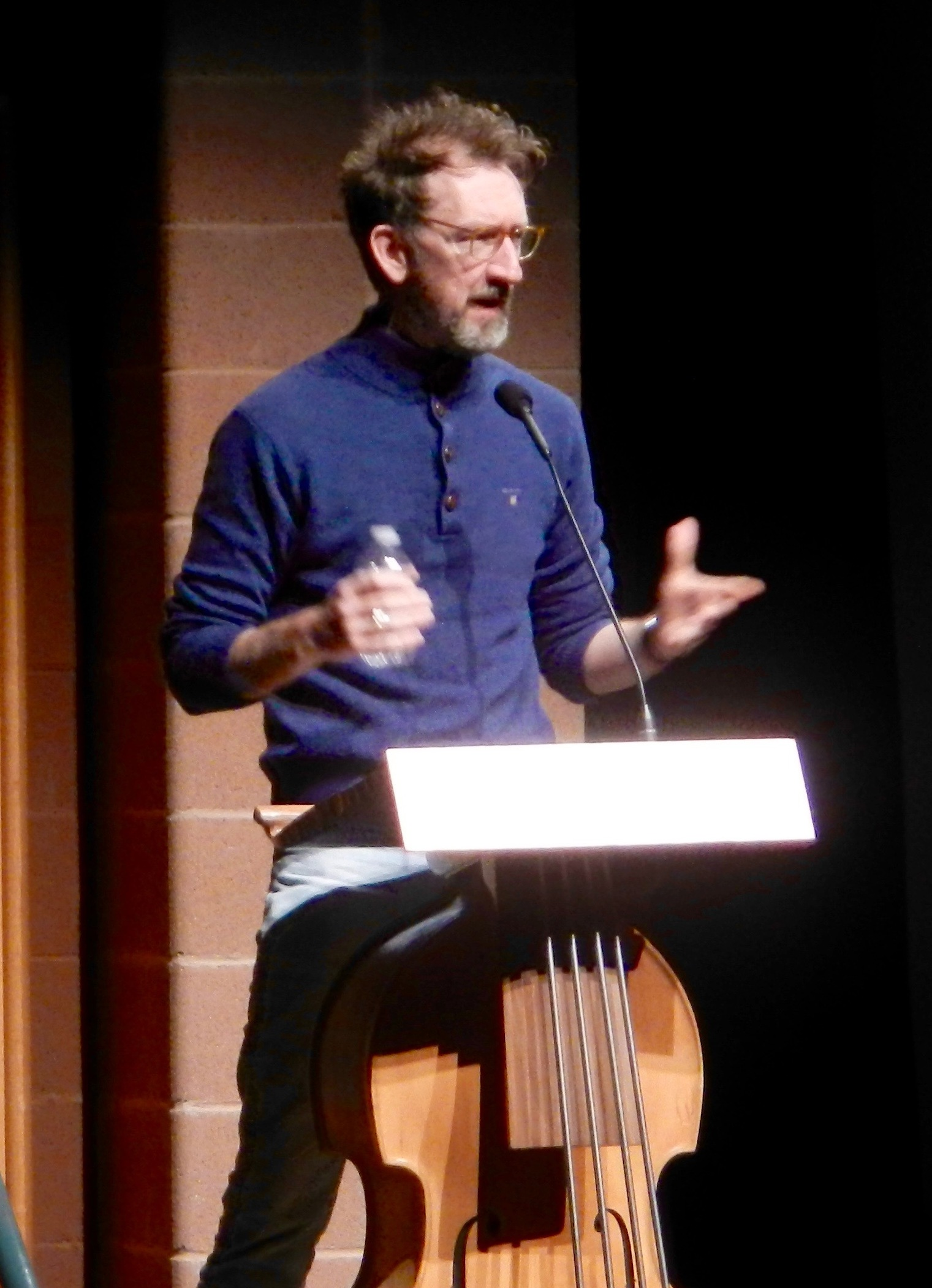
Джон Карні (режисер)

1. Rock N Roll Is a Risk (dialogue) — Jack Reynor
2. Stay Clean — Motörhead
3. The Riddle of the Model — Музика до фільму
4. Rio — Duran Duran
5. Up — Музика до фільму
6. To Find You — Музика до фільму
7. Town Called Malice — The Jam
8. In Between Days — The Cure
9. A Beautiful Sea — Музика до фільму
10. Maneater — Hall and Oates
11. Steppin' Out — Joe Jackson
12. Drive It Like You Stole It — Музика до фільму
13. Up (Bedroom Mix) — Музика до фільму
14. Pop Muzik — M
15. Girls — Музика до фільму
16. Brown Shoes — Музика до фільму
17. Go Now — Адам Левін

## Навколо фільму
- Жоден із хлопців-підлітків, обраних для участі в гурті «Рок-н-рольщики», не мав акторського досвіду.
- Фердія Волш-Піло, який зіграв Конора, як головного вокаліста в групі, повинен був принаймні мати певний досвід гри на гітарі та вокалу, і його кілька разів викликали на кастинг, перш ніж взяли кандидатом на роль.
- Батько та дядьки Фердії Волш-Піло відвідували справжню школу братів християн «Сінг Стріт».
- Батько Конора каже, що він хоче законного розлучення, але не може розлучитися з дружиною. Це справедливо для часу дії фільму (1985 рік). Розлучення стало можливим в Ірландії лише в 1997 році.

## Нагороди
- 2016 Нагороди Ірландського кіно- та телебачення[en] (Ірландія):
  -  за найкращу чоловічу роль другого плану[en] — Джек Рейнор

- 2016 Премія Національної ради кінокритиків США:
  - за найкращий з десятки незалежних фільмів[en]

- 2016 Нагорода Нешвільського кінофестивалю[en] (США):
  - приз глядацьких симпатій компанії Південно-західні авіалінії — Джон Карні[en]
  - спеціальний приз журі за найкращу оригінальну пісню «Їдь так, ніби ти вкрав її» (Drive It Like You Stole It) — Джон Карні[en], Гері Кларк-молодший

- 2016 Премія Товариства кінокритиків Сан-Дієго[en]:
  - за найкраще використання музики у фільмі

- 2016 Премія Товариства кінокритиків Нью-Мексико (New Mexico Film Critics, NMFC, США):
  - за найкращу оригінальну пісню «Їдь так, ніби ти вкрав її» (Drive It Like You Stole It) — John Carney, Gary Clark.[2]

- 2016 Премія Товариства кінокритиків Фенікса[en] (PFCS, США):
  - за непомічений фільм року

- 2016 Нагорода кінофестивалю острова Фаро:
  - за найкращий сценарій — Джон Карні[en]

- 2017 Нагорода Товариства кінокритиків Денвера[en], США):
  - за найкращу оригінальну пісню «Їдь так, ніби ти вкрав її» (Drive It Like You Stole It) — Гері Кларк-молодший

- 2017 Нагорода Міжнародних нагород кіно онлайн[en] (International Online Cinema Awards, INOCA):
  - за найкращу оригінальну пісню «Їдь так, ніби ти вкрав її» (Drive It Like You Stole It)[3] — Гері Кларк-молодший

- 2017 Нагорода Товариства незалежних фільмів Хлотрудіс[en] (США):
  - за найкраще використання музики у фільмі (Best Use of Music in a Film)

- 2017 Нагорода Софійського міжнародного кінофестивалю[bg]: (Sofia International Film Festival, Болгарія):
  - приз глядацьких симпатій за найкращий іноземний фільм — Джон Карні[en]

- 2017 Премія на Міжнародному кінофестивалі у Вальядоліді, (Іспанія):
  - приз молодіжного журі — Джон Карні[en]